# Tribunals de Kadhi
Els tribunals de Kadhi (en anglès: Kadhi courts o Kadhi's courts) són un sistema judicial de Kenya que fa complir els drets limitats d'herència, família i successió dels musulmans. La història dels tribunals de Kadhi s'estén abans de la colonització de l'Àfrica oriental en el segle xix, i els tribunals van continuar sota el domini britànic i després de la independència de Kenya en 1963. S'estima que entre el 7% i el 20% de la població de Kenya és musulmana.
Al maig de 2010, un tribunal de tres jutges del Tribunal Superior va dictaminar que la inclusió dels tribunals de Kadhi en la Constitució actual era il·legal i discriminatòria.
Una nova Constitució de Kenya aprovada per referèndum el 4 d'agost de 2010 estableix el sistema judicial de Kadhi com un tribunal subordinat sota els tribunals superiors de Kenya (Tribunal Suprem, Tribunal d'Apel·lació i Tribunal Superior).
El text de la nova constitució (secció 170) diu:
| « | Hi haurà un Cap Kadhi i el número, no inferior a tres, d'altres Kadhis que s'estableixi en una llei del Parlament... La jurisdicció d'un tribunal de kadhi es limitarà a la competència de les qüestions de dret musulmà relatives a l'estat civil, el matrimoni, el divorci o l'herència en procediments en els quals totes les parts professen la religió musulmana i se sotmeten a la jurisdicció dels tribunals de kadhi. | » |

L'establiment dels tribunals de Kadhi en la constitució proposada va ser objecte de debat, especialment entre els dirigents de l'església cristiana.